# Jan Bartuška
Jan Bartuška (17. května 1908 Sedlec – 27. srpna 1970 Praha) byl český a československý právník, poválečný politik Komunistické strany Československa, poslanec Ústavodárného Národního shromáždění, Národního shromáždění ČSR a Národního shromáždění ČSSR a ministr spravedlnosti Československa.

## Život
Jan Bartuška pocházel z rodiny řídícího učitele ze Sedlce. Vystudoval gymnázium v Českých Budějovicích a v letech 1927–1931 absolvoval s výborným prospěchem Právnickou fakultu Univerzity Karlovy. Za druhé světové války se účastnil na odboji a byl vězněn v koncentračním táboře.
V parlamentních volbách v roce 1946 byl zvolen poslancem Ústavodárného Národního shromáždění za KSČ. V parlamentu setrval do konce funkčního období, tedy do voleb do Národního shromáždění roku 1948, v nichž byl zvolen do Národního shromáždění za KSČ ve volebním kraji České Budějovice. Mandát získal i ve volbách do Národního shromáždění roku 1954 (volební kraj Praha) a volbách do Národního shromáždění roku 1960 (po nich poslancem Národního shromáždění ČSSR) a v parlamentu zasedal do konce funkčního období, tedy do voleb do Národního shromáždění roku 1964.
K roku 1954 se profesně uvádí jako prorektor Univerzity Karlovy. Až do své smrti byl řádným profesorem Právnické fakulty Univerzity Karlovy.
Zastával i vládní post. V období prosinec 1954 – červen 1956 byl ministrem spravedlnosti v druhé vládě Viliama Širokého. Pak byl jmenován generálním prokurátorem ČSR. Tento post zastával do roku 1968. Významně se podílel na formulování Ústavy Československé socialistické republiky z roku 1960. Byl členem Klubu přátel sovětské vědy a kultury při Ústředním výboru Svazu československo-sovětského přátelství.
Zemřel v srpnu 1970. Rudé právo v nekrologu uvedlo, že „v letech 1968–1969 setrval prof. Bartuška pevně na pozicích marxismu-leninismu, proletářského internacionalismu a obhajoby socialismu v ČSSR.“